# Glaucidium perlatum
El mochuelo perlado (Glaucidium perlatum) es un ave estrigiforme que vive en África. 
Mide alrededor de 19 cm.